# Le Pré-d'Auge

Le Pré-d'Auge este o comună în departamentul Calvados, Franța. În 1 ianuarie 2022 avea o populație de 849 de locuitori.